# أليسيا رودريغيز (ممثلة)
أليسيا رودريغيز (بالإسبانية: Alicia Rodríguez)‏ هي ممثلة تشيلية، ولدت في 21 مايو 1992 بسانتياغو في تشيلي.

## وصلات خارجية
- أليسيا رودريغيز على موقع IMDb (الإنجليزية)
- أليسيا رودريغيز على موقع ألو سيني (الفرنسية)
- أليسيا رودريغيز على موقع أول موفي (الإنجليزية)
- أليسيا رودريغيز على موقع قاعدة بيانات الفيلم (الإنجليزية)